# Molophilus vinnulus
Molophilus vinnulus är en tvåvingeart som beskrevs av Alexander 1962. Molophilus vinnulus ingår i släktet Molophilus och familjen småharkrankar. Inga underarter finns listade i Catalogue of Life.